# Amoni triiodide
Amoni triiodide là một hợp chất vô cơ thuộc loại muối của cation amoni với anion triiodide – ion thuộc loại polyiodide, với công thức hóa học là NH4I3. Hợp chất này tồn tại dưới dạng là một chất rắn màu đen, tan trong nước.
Nó là một hợp chất rất không ổn định và rất dễ bắt lửa chỉ bằng cách tác động nhiệt.
Đôi khi, tên gọi amoni triiodide bị nhầm lẫn với một hợp chất khác, nitơ triiodide (NI3), hoặc chính xác hơn là amin bền hơn một chút, NI3·NH3.

## Lịch sử
Amoni polyiodide lần đầu được biết đến dưới cái tên "ammonium bin-iodide", được nhắc đến năm 1830 bởi Berzelius. Sau đó, năm 1869, Jürgenson công nhận lý thuyết về các điamoni và monoamoni polyiodide. Về sau, chỉ có một số thí nghiệm được thực hiện với hệ NH4I–I2; đến năm 1878, Johnson đã mô tả một hợp chất "dạng lăng kính màu xanh dương đậm, thường hình phiến và được phân lập" mà người này cho rằng đó là NH4I3. Năm 1906, Abegg và Hamburger đã nghiên cứu hệ NH4I–I2–C6H6 và cũng cho thấy sự tồn tại của amoni triiodide. Năm 1933, Foote và Bradley đã xác nhận thí nghiệm trên. Năm 1936, Miss Alrich đã nghiên cứu hệ NH4I–I2–H2O ở 0 ℃. Ngoài amoni triiodide, amoni pentaiodide cũng đã được xác định. Người này không rõ các dạng ngậm nước của chúng.

## Điều chế và tính chất
Bằng cách cho amoni iodide tác dụng với iod ở nhiệt độ 89–175 °C (192–347 °F; 362–448 K), amoni triiodide sẽ được tạo thành. Tuy nhiên, sản phẩm thu được vẫn còn 11–30% amoni iodide.
Nếu cho axit sunfamic tác dụng với dung dịch amoni iodide đậm đặc, một chất rắn màu xanh dương đậm sẽ xuất hiện. Sản phẩm phụ bao gồm amoni sunfit và amoni sunfat. Amoni triiodide có dạng tinh thể lăng kính, dễ chảy.

## Cấu trúc
NH4I3 có cấu trúc giống CsI3, các hằng số a = 1,0854 nm, b = 0,662 nm, c = 0,9595 nm α = 90°, β = 90°, γ = 90°.